# M.A.S.
M.A.S. è un film del 1942 diretto da Romolo Marcellini

## Trama
Con lo scoppio della seconda guerra mondiale vengono richiamati in servizio alcuni ufficiali e sottoufficiali di complemento della Regia Marina. Già in servizio sui MAS (motoscafo armato silurante o motoscafo anti sommergibile) motoscafi d'attacco veloce, stentano all'inizio a riadattarsi alla rigida vita militare, ma col passare del tempo in mare e con le prime vittoriose imprese, nonostante l'eroica morte di un loro commilitone, ritrovano la compattezza della squadra e le motivazioni della loro missione.

## Produzione
Prodotto da Renato Angiolillo per la Cristallo Film, in collaborazione con la Excelsa Film di Roma, e il patrocinio del Ministero della Marina, venne girato per gli interni negli stabilimenti del S.A.F.A. Palatino di Roma.

## Distribuzione
La pellicola venne distribuita nel circuito cinematografico italiano il 12 settembre del 1942.

## La critica
Guido Piovene, nel Corriere della Sera, del 16 ottobre 1942, « Non è un film riuscito perché spezzettato e confuso, cerca di coprire con la frondosità dei particolari l'inconsistenza dell'azione e si sparpaglia da ogni parte. I tipi anche quelli comici, mi appaiono casuali e la recitazione scolorita. Un compenso si trova in alcune scene di guerra, come l'affondamento di un sommergibile e l'assalto a un convoglio.»

## Manifesti e locandine
La realizzazione dei manifesti per l'Italia fu affidata al pittore cartellonista Anselmo Ballester.
- Il bozzetto